# Barra de Valizas
Barra de Valizas, también conocido como Valizas, es un balneario del departamento de Rocha (Uruguay), ubicado en el tramo final del arroyo Valizas, que conecta la Laguna de Castillos con el océano Atlántico. Su camino de acceso se encuentra en el kilómetro 271,5 de la ruta 10.

## Características
En verano el balneario es visitado por uruguayos y turistas de gran variedad de orígenes, principalmente argentinos. La mayoría de su población de veraneo, consiste en jóvenes y algunas familias con hijos pequeños. Tiene un paisaje muy particular, solo comparable al del vecino Cabo Polonio, rodeado de dunas de arena de gran altura, las cuales separan ambos balnearios. En temporada turística (enero-marzo) cuenta con varios boliches y restaurantes abiertos, algunas posadas y 'ranchos' (casas) para alquilar. Últimamente se han dado pasos tendientes a la regularización de la parte urbana.
Uno de los atractivos del balneario es la existencia en sus alrededores de restos de varios naufragios, los cuales pueden ser visitados, los días de agua clara, por los amantes del buceo. Durante una caminata por la costa, en dirección a Cabo Polonio, pueden observarse restos del Don Guillermo, barcaza de la marina estadounidense encallada en el año 1952.

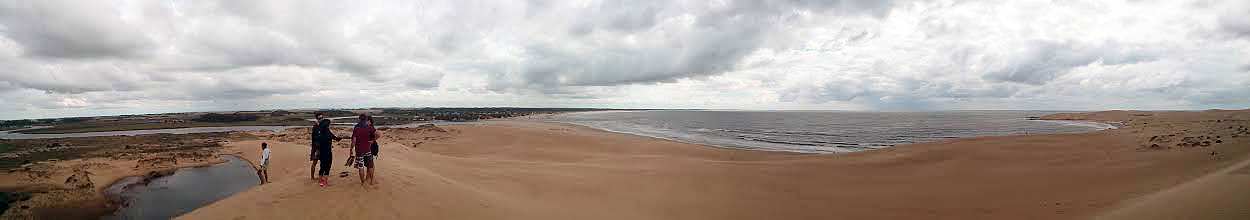
Vista desde el Cerro de la Buena Vista (febrero de 2014)

Los visitantes pueden adquirir gran variedad de artesanías, con 'paños' callejeros a lo largo de la plaza y las calles. También es un buen lugar para la pesca de corvina. Es común también ver a los veraneantes, en las noches sin luna, realizar pesca a la encandilada. Las costas de Valizas y zonas cercanas son utilizadas por las tortugas marinas como área de alimentación y desarrollo, siendo fácilmente observadas desde las puntas rocosas. Características de la zona son también las Islas de Castillo Grande, que le han dado su nombre a toda la región vecina.

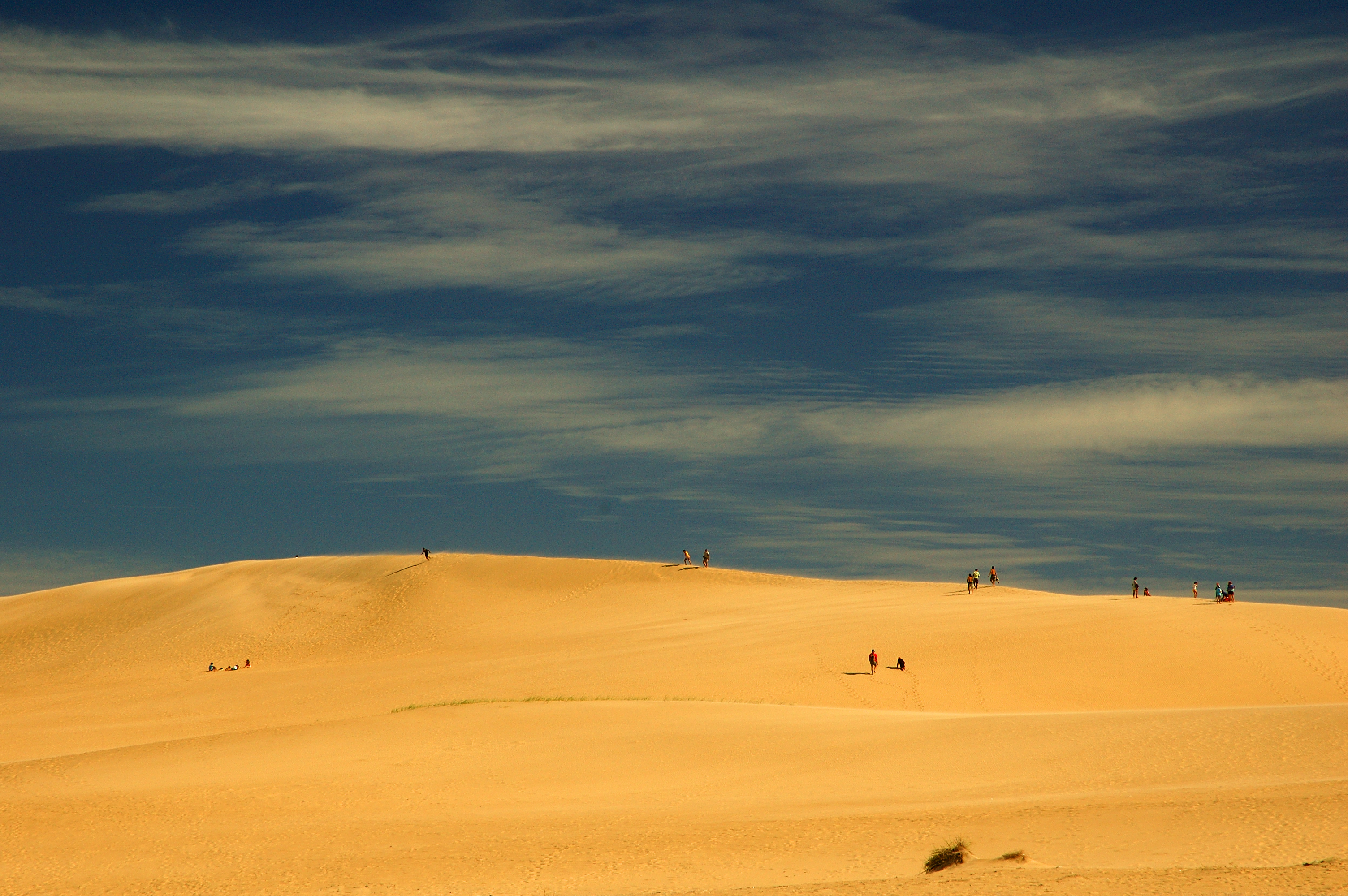
Imagen de Dunas de arena que separan Valizas de Cabo Polonio (enero de 2006).

Desde Valizas, cruzando el arroyo, se llega al Cerro Buena Vista, una formación de granito prácticamente cubierta por arena, desde donde se puede observar un paisaje muy particular. Es una pista natural utilizada por quienes practican sandboard.
Una referencia usual para los veraneantes es la ensenada, una laguna de agua oceánica que se forma a partir del agua que llega del océano. Allí los niños juegan, pescan cangrejos y nadan debido a su escasa profundidad.
Si continuamos el recorrido rumbo a Cabo Polonio podremos encontrar la playa de la Calavera, conocida por ser agreste y su belleza de mar abierto. Aquí hallaremos un marco portugués que delimitaba los territorios.

## Población
Según el censo del año 2011 la localidad contaba con una población de 330 habitantes.
| 22            | 53 | 113 | 254 | 356 | 330 |
| (Fuente: INE) |    |     |     |     |     |

## Galería de imágenes

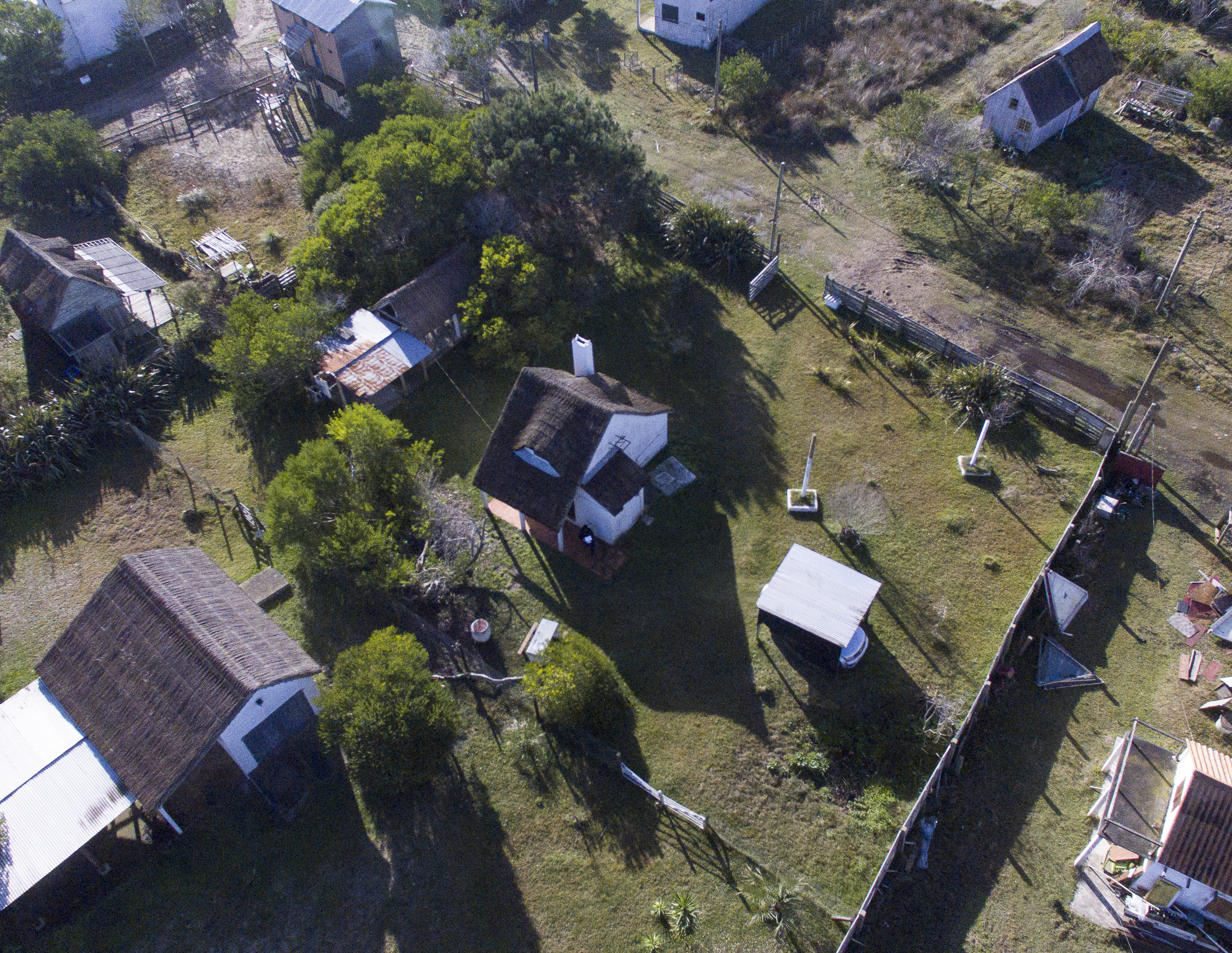
Valizas, casa típica, Rocha, Uruguay
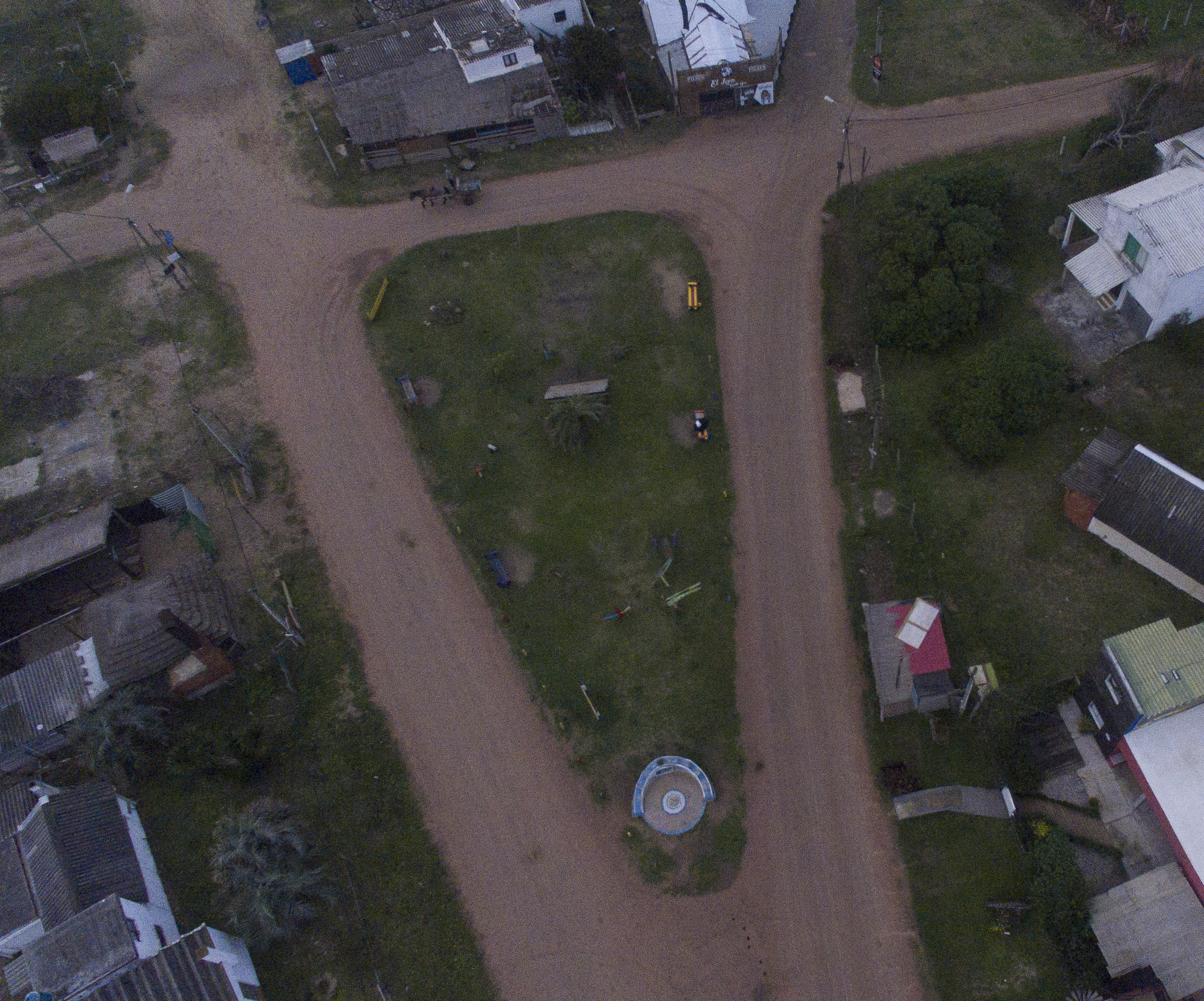
Valizas, Plaza Leopoldina Rosa, Rocha, Uruguay
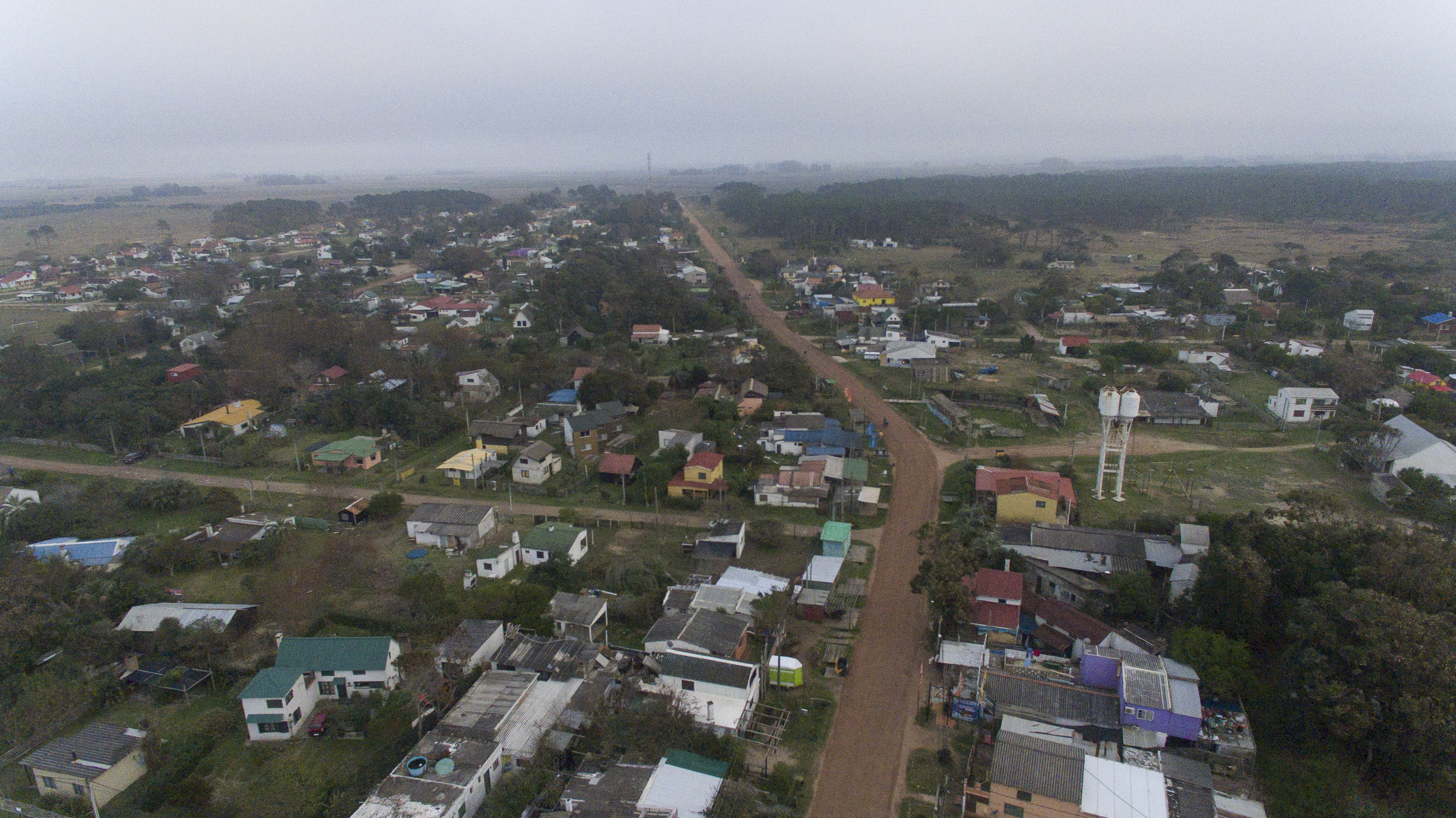
Valizas, toma aérea, Rocha, Uruguay
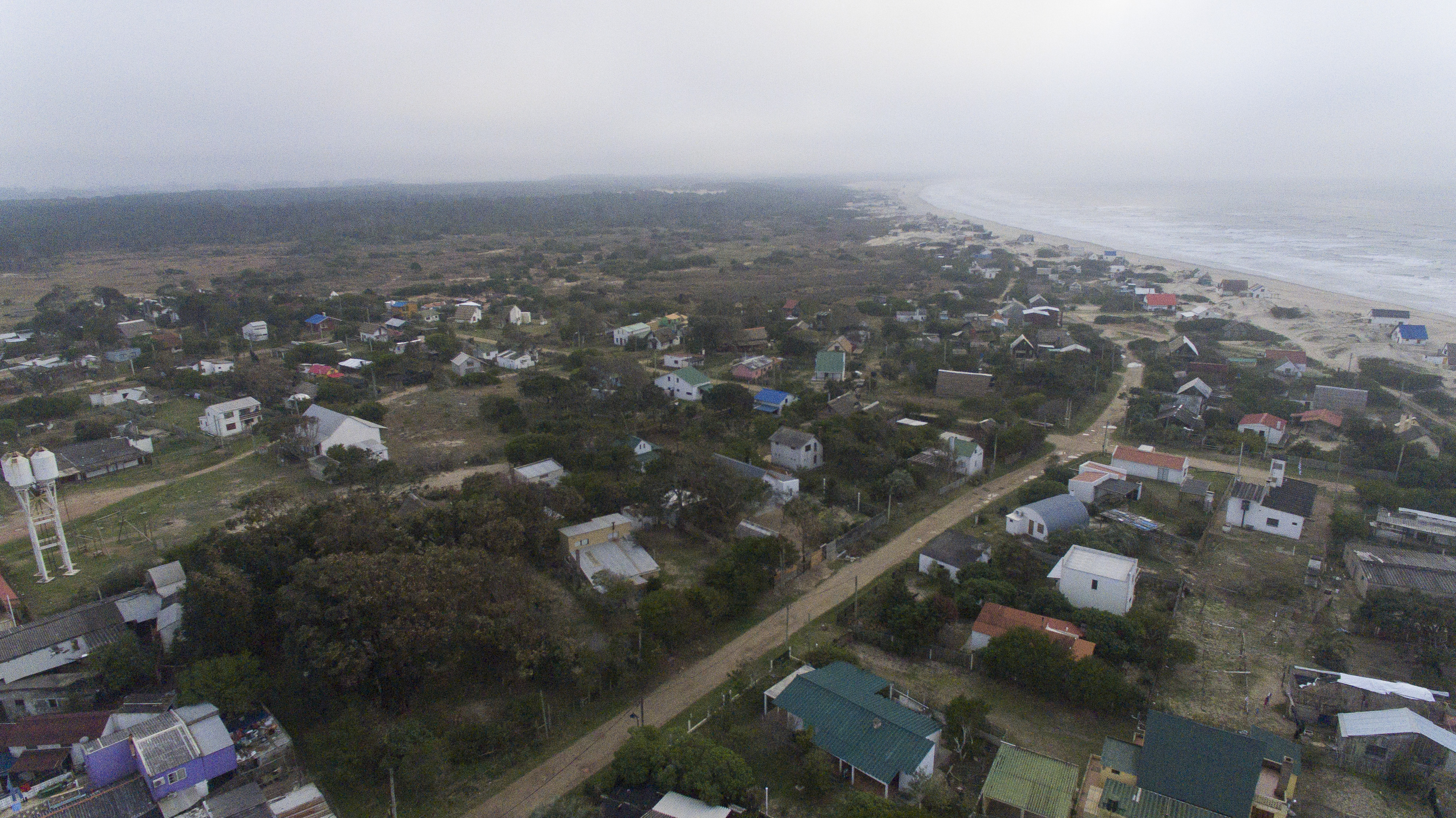
Valizas, toma aérea, Rocha, Uruguay
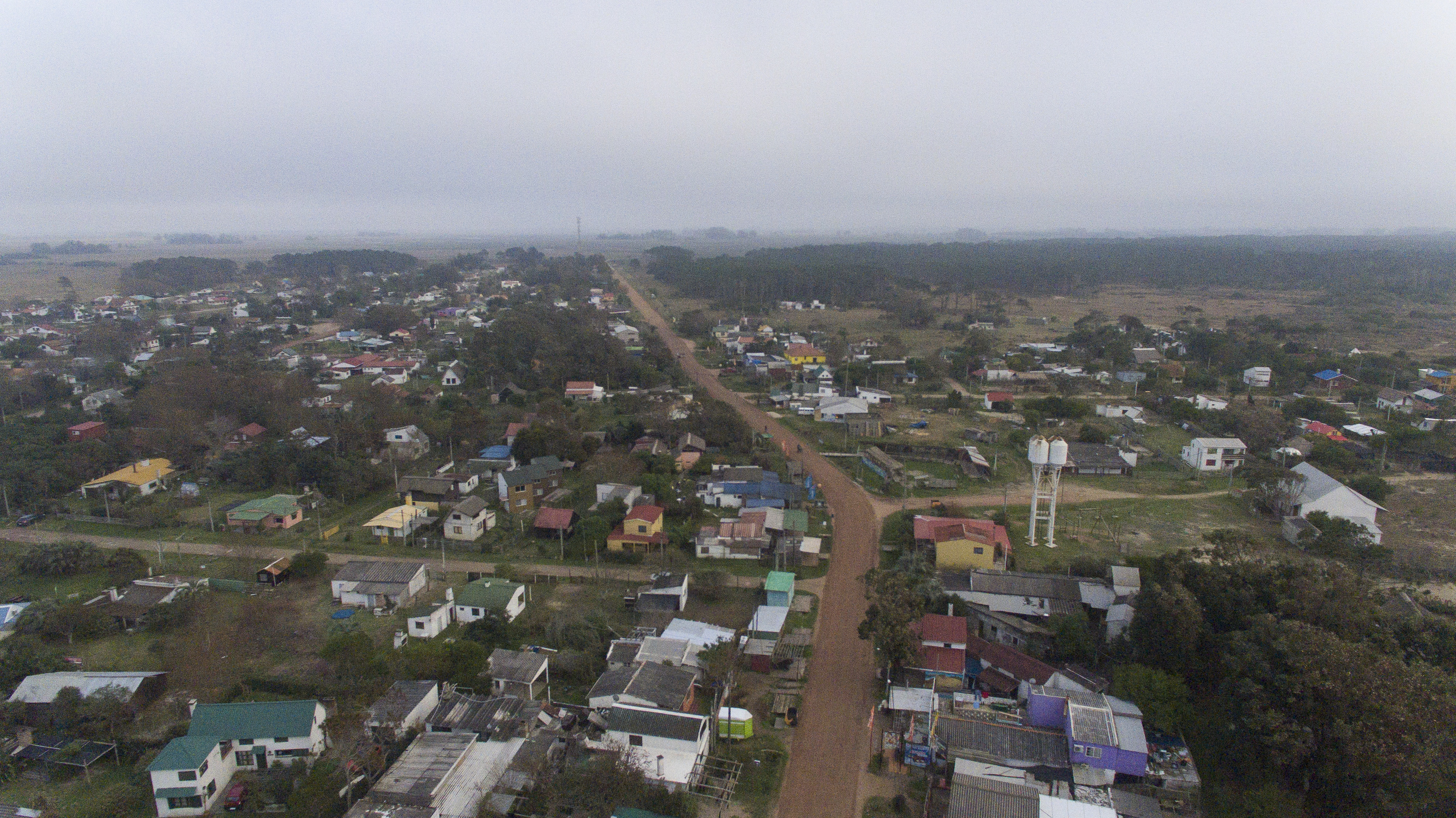
Valizas, toma aérea, Rocha, Uruguay
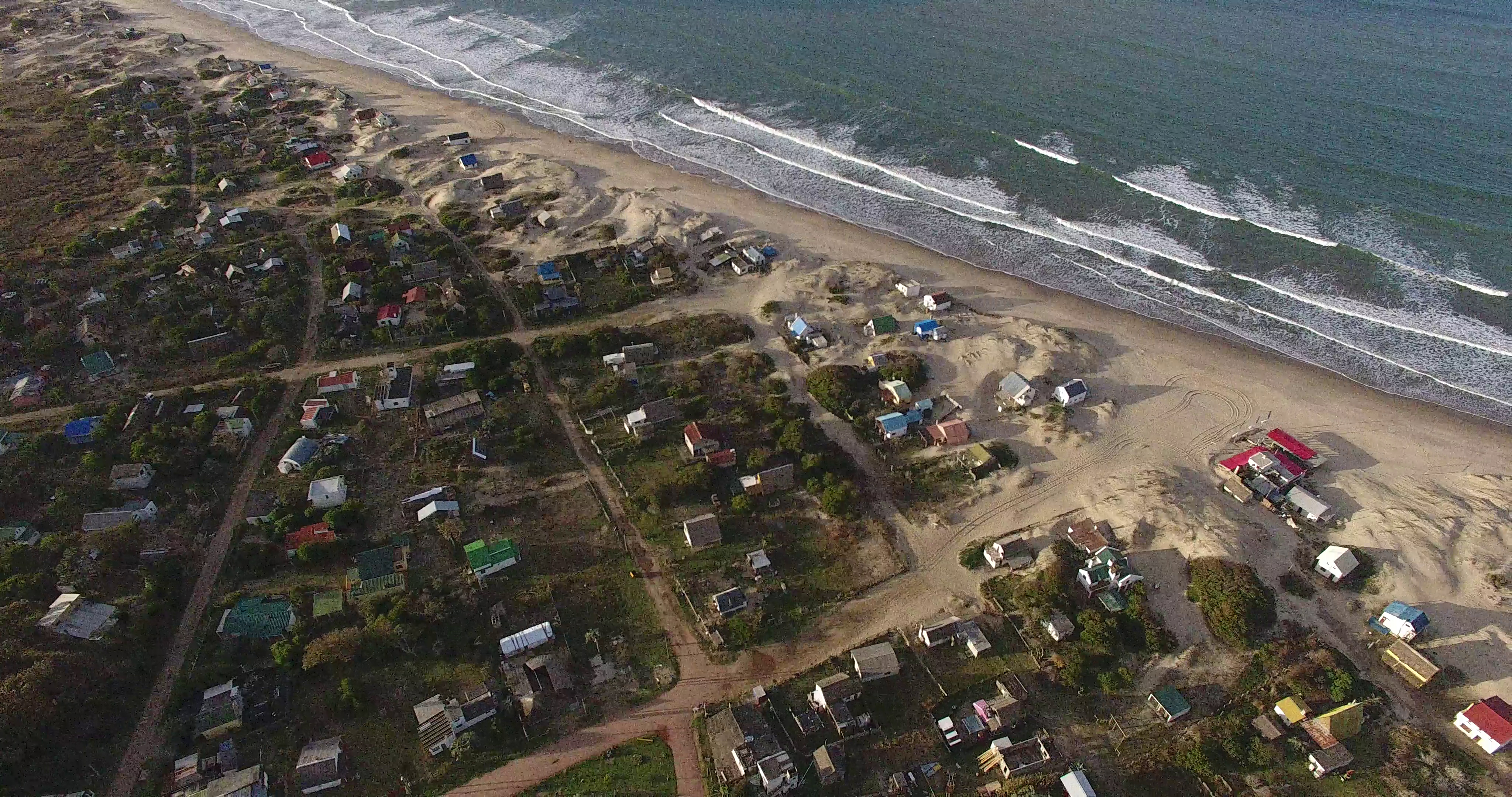
Valizas, toma aérea
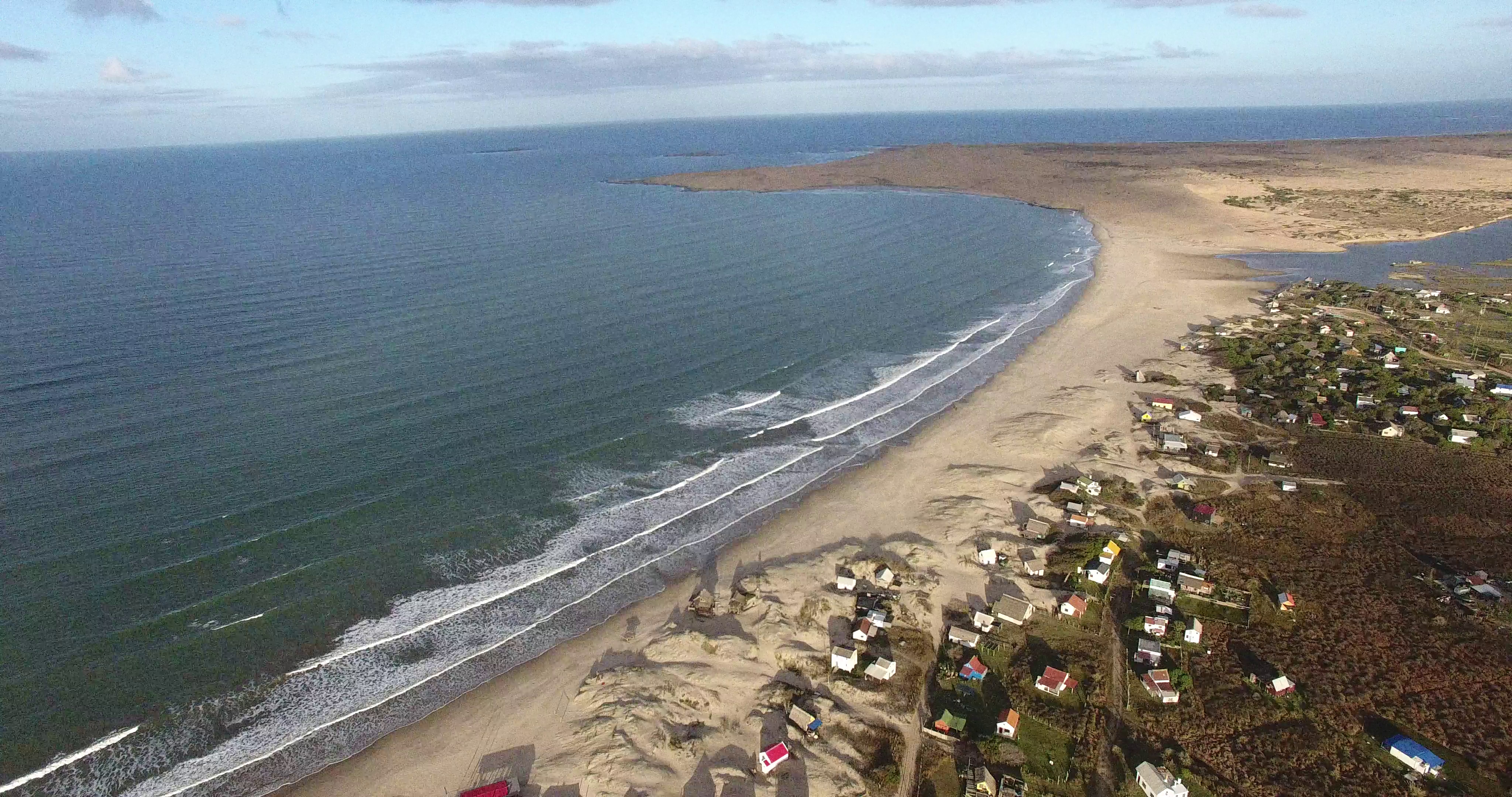
Valizas, toma aérea costa
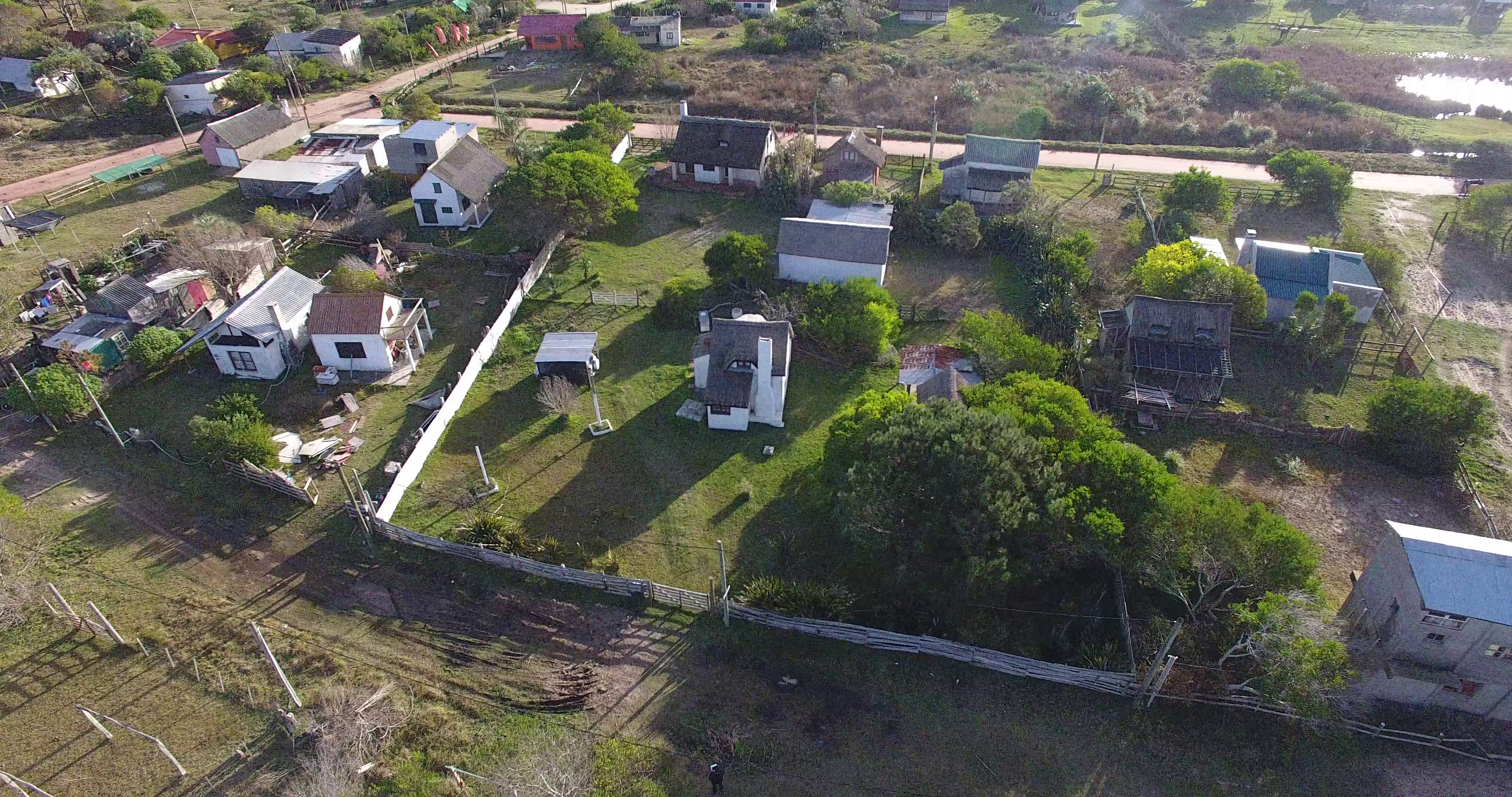
Valizas, toma aérea, ranchos
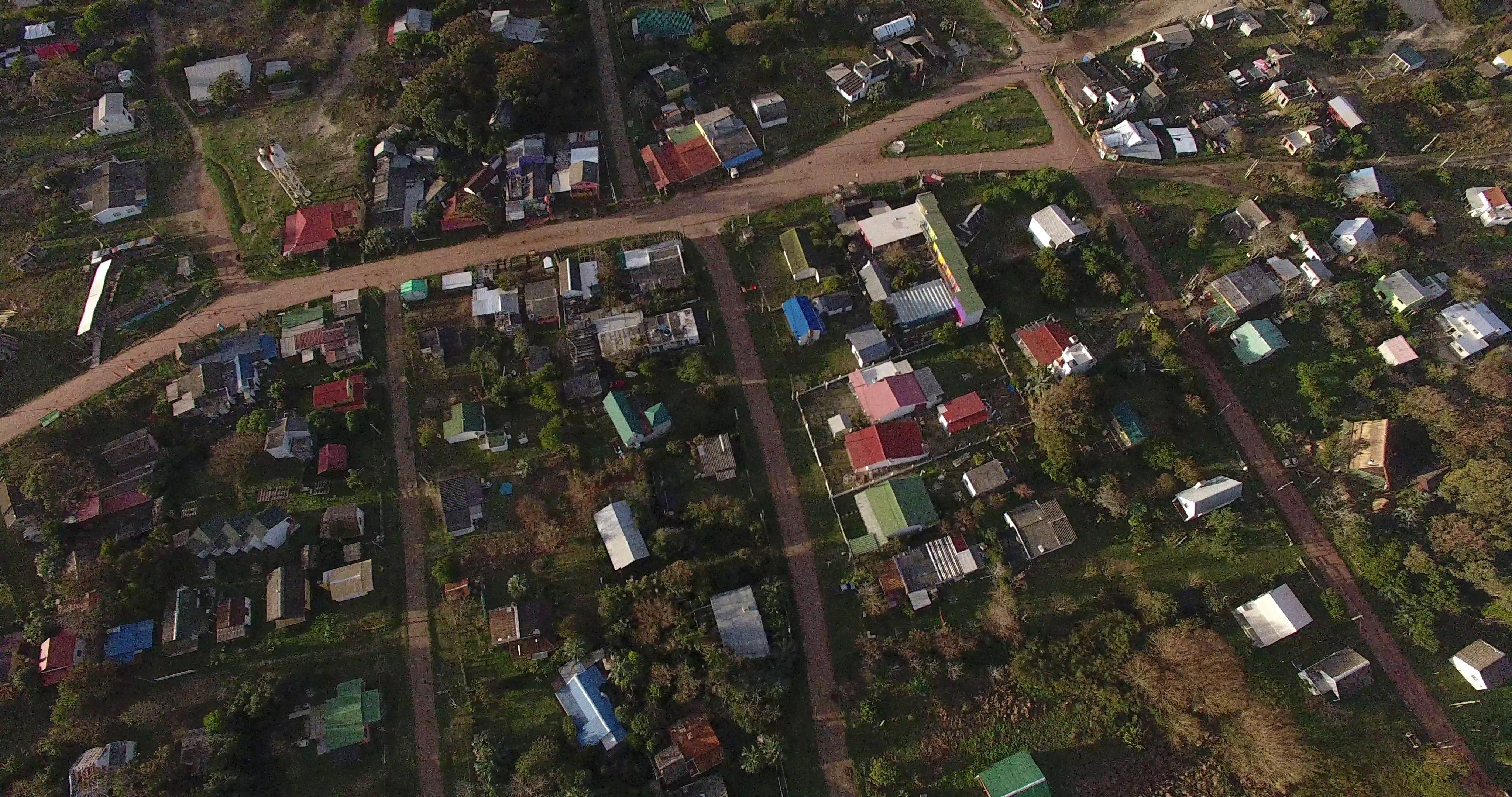
Valizas, toma aérea, plaza